# Wollaton Hall

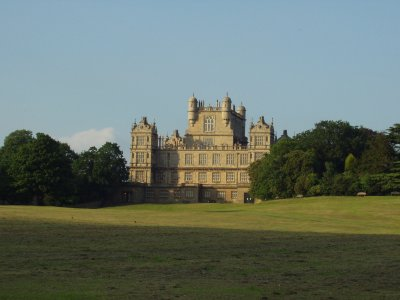
Wollaton Hall.

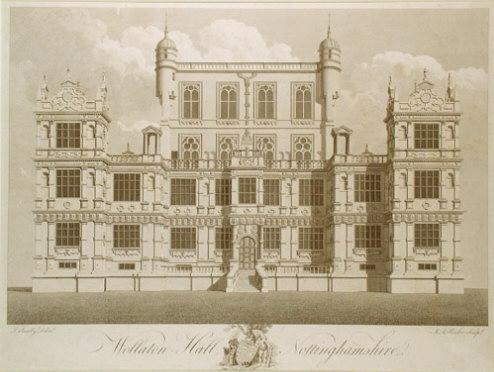
Wollaton Hall a finales del.

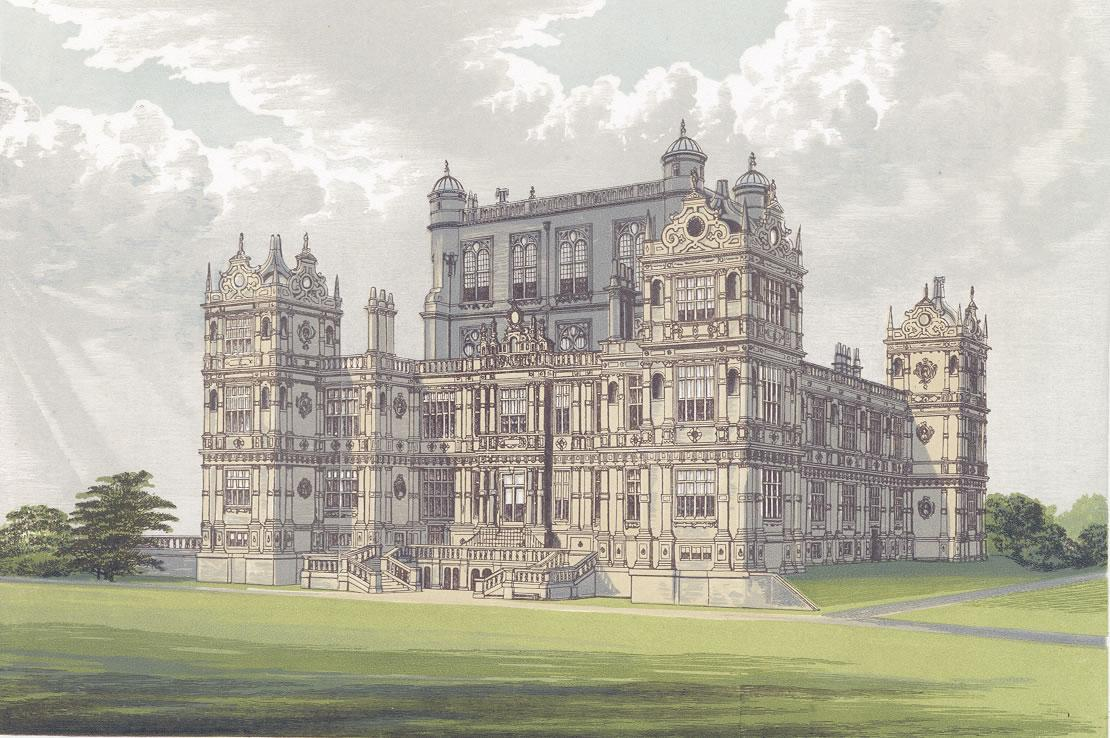
Wollaton Hall en 1880.

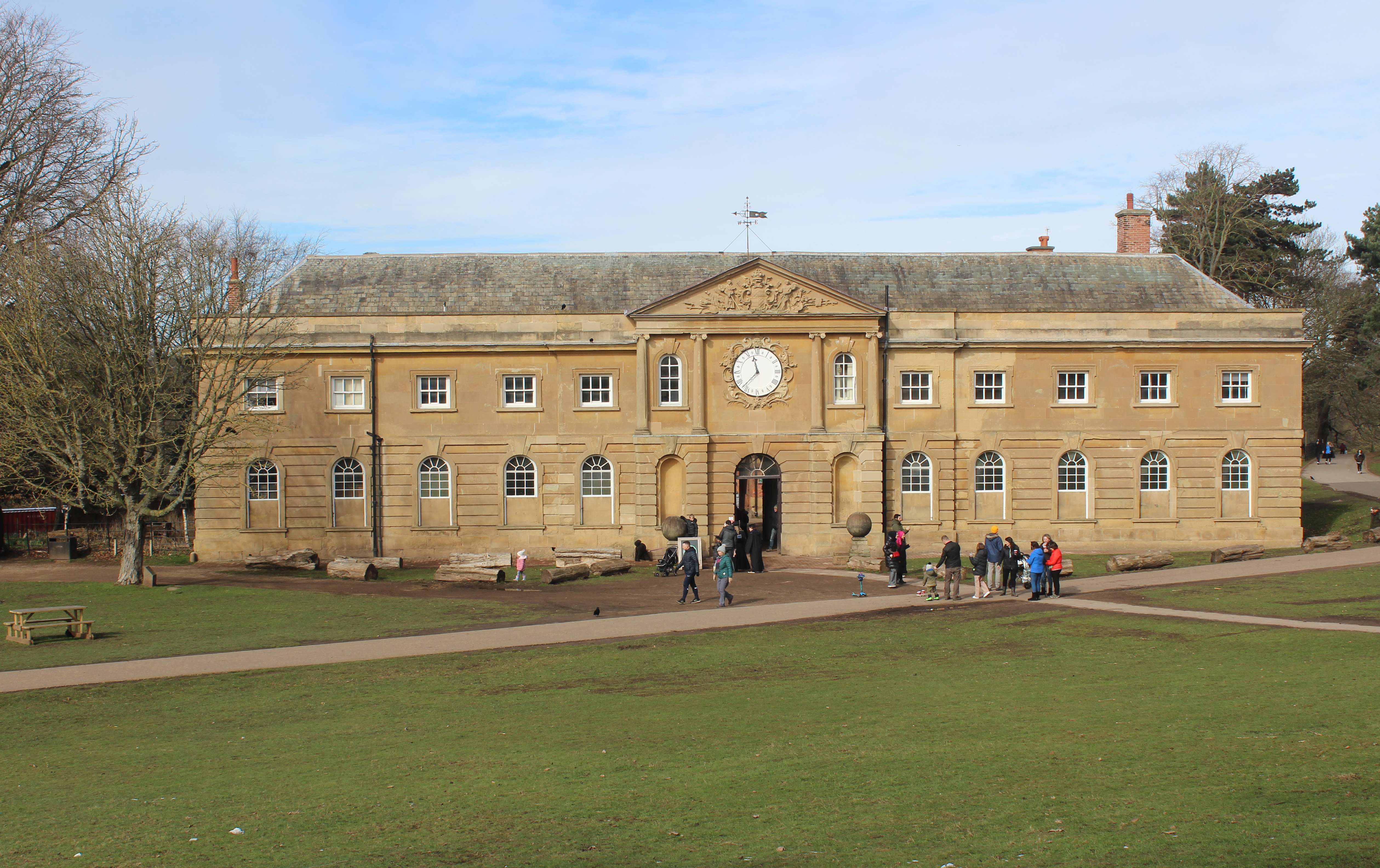
Bloque de servicio y establos que datan de 1743

Wollaton Hall es una casa de campo que se levanta en una pequeña pero prominente colina en Wollaton, Nottingham, Inglaterra. Se comenzó en 1580 y fue terminada en 1588, para Sir Francis Willoughby (1547-1596, y se cree que fue construida por el arquitecto isabelino, Robert Smythson (que también fue el arquitecto de Hardwick Hall). El edificio está construido con piedra de Ancaster, Linconshire, y se dice que fue pagado con carbón proveniente de las canteras de Wollaton, propiedad de Sir Francis. Cassandra Willoughby, Duquesa de Chandos, registró en 1702, que el capataz de los obreros, y algunas de las estatuas, fueran traídas de Italia. La decorativa pero ridícula góndola de piedra con anillos tallados en los muros en forma de amarre, dan prueba de ello, además de otras características arquitectónicas. También hay claras influencias francesas y holandesas.
El edificio consiste en un gran edificio principal, rodeado por cuatro torres. Un incendio causó daños a la decoración de Smythson, en varias de las habitaciones de la planta baja, sin embargo no se dañó mucho la estructura. Sir Jeffry Wyatville realizó una remodelación en 1801, que continuó hasta la década de 1830.
La galería del edificio principal contiene el más antiguo de los órganos de Nottinghamshire, ya que data del final del siglo XVII, posiblemente del organista Gerard Smith. Todavía es tocado a mano. Las pinturas del techo y de una de las paredes son atribuidas a Verrio o a su asistente Edmond Laguerre. Directamente encima del recibidor se encuentra la "prospect room" desde la que se tienen unas hermosas vistas del Parque. Por debajo del recibidor hay muchos pasadizos y sótanos, y un pozo, en el que un admirador de la familia se tomaba un baño diario.
Los Willoughby eran famosos por el número de exploradores que había habido en la familia, el más famoso Sir Hugh Willoughby que murió en el Ártico en 1554, intentando conseguir una ruta por el Noreste hasta Cathay. De acuerdo con una correspondencia del Nottingham Evening Post, a finales de la década de 1920, un miembro de la familia, el Comandante J.S.Draw, junto con el Profesor E.J.Velassi, trajeron unos cuantos pingüinos de una expedición a la Antártida, que vivieron en el lago del parque durante unos años.
Ahora en propiedad del Ayuntamiento de Nottingham, la Mansión alberga El Museo de la Ciudad & La Colección de Historia Natural, mientras que el edificio central alberga la Colección Industrial.
En 1855 Joseph Paxton diseñó una réplica de Wollaton Hall en Buckinghamshire, conocida como Torres Mentmore.
Los terrenos, Wollaton Park, son la sede del campeonato Internacional de Cross Country en marzo de cada año, así como de otros eventos. En este parque, durante la II Guerra Mundial, miembros del 508º Regimiento de Infantería paracaidista esperaban billete para tirarse en paracaídas en Europa. Una pequeña placa conmemora ese acontecimiento. En consecuencia prisioneros alemanes eran enviados aquí para ser empleados en la localidad entre 1945 y 1947.
El recinto de Wollaton Park requirió la destrucción de la aldea de Sutton Passeys.
La Mansión reabrió el sábado 8 de abril de 2007 tras haber sido cerrada para su reforma. La "prospect room" en la cima de la casa, las cocinas y la planta baja, abrieron al público para ser visitadas.